# Begonia acutifolia
Begonia acutifolia es una especie de planta perenne perteneciente a la familia Begoniaceae.

## Descripción
Es una planta	que alcanza un tamaño de 30 cm de altura.

## Distribución
Se encuentra en Jamaica y Cuba. 

## Taxonomía
Begonia acutifolia fue descrita por Nikolaus Joseph von Jacquin y publicado en Collectanea 1: 128. 1786[1787].
sinonimia
- - Begonia acuminata Dryand., Trans. Linn. Soc. London 1: 166. 1791.
  - Begonia hamiltoniana Lehm., Hamburger Garten- Blumenzeitung 6: 456. 1850.
  - Platycentrum hamiltonianum Miq., Fl. Ned. Ind. 1(1): 695. 1856.
  - Tittelbachia hamiltoniana (Miq.) Regel, Index Seminum (LE) 1860: 45. 1860.[2]